# 追憶の風
「追憶の風」（ついおくのかぜ）は、 いとうかなこの7枚目のシングル。2008年7月16日にGEORIDEから発売された。

## 概要
「追想のディスペア」から続いて2か月連続で発売されたシングルである。表題曲「追憶の風」は、PS2ゲーム『咎狗の血 True Blood』のエンディングテーマに起用された。別れた恋人との思い出をテーマとした前向きな楽曲で、歌詞も2人の男の子が未来に踏み出す内容となっている。また、曲調はアルトサックスとスネアが活躍するロック調に仕上がっている。

## 収録曲
1. 追憶の風
作詞：いとうかなこ、作曲・編曲：磯江俊道
  - PS2ゲーム『咎狗の血 True Blood』エンディングテーマ
2. Still Alter ego version
作詞：渡邊カズヒロ、作曲：磯江俊道、編曲：立花泰彦
  - PCゲーム『咎狗の血』エンディングテーマのアレンジ版。ゲストドラマーとして参加している外山明は、ウッド・ベースの立花の紹介による[2]。
3. 追憶の風（off vocal）
4. Still Alter ego version （off vocal）

## 収録アルバム
| 曲名     | 収録アルバム                                                       | 発売日        | 備考              |
| -------- | ------------------------------------------------------------------ | ------------- | ----------------- |
| 追憶の風 | 『"Thank You！" ITO KANAKO the BEST -Nitroplus songs collection-』 | 2011年4月20日 | 3rdベストアルバム |